# محوطه قلعه کهنه آنابای
محوطه قلعه کهنه آنابای مربوط به سده‌های متاخر دوران‌های تاریخی پس از اسلام است و در شهرستان بجنورد، بخش راز و جرگلان، دهستان راز، روستای آنابای واقع شده و این اثر در تاریخ ۱۸ شهریور ۱۳۸۷ با شمارهٔ ثبت ۲۳۱۹۳ به‌عنوان یکی از آثار ملی ایران به ثبت رسیده‌است.